# Catopta kendevanensis
Catopta kendevanensis is een vlinder uit de familie van de houtboorders (Cossidae). De wetenschappelijke naam van de soort werd voor het eerst geldig gepubliceerd in 1937 door Franz Daniel.

## Ondersoorten
Er worden twee ondersoorten onderscheiden:
- Catopta kendevanensis kendevanensis Daniel, 1937
- Catopta kendevanensis anjumanica Daniel, 1964